# Firass Abiad
Firass Abiad (auch Firass Al-Abiad, arabisch فراس الأبيض, DMG Firās al-Abyaḍ; * um 1970) ist ein libanesischer Arzt. Seit September 2021 ist er Gesundheitsminister in der Regierung Nadschib Miqati.
Abiad gilt seit dem Ausbruch der COVID-19-Pandemie als die Stimme des libanesischen Gesundheitssektors.
Abiad schloss sein Studium 1993 an der Medizinischen Fakultät der Amerikanischen Universität Beirut (AUB) ab und erwarb zudem 2013 den Masterabschluss in Betriebswirtschaftslehre der AUB. Von 2001 bis 2011 war er Oberarzt für Allgemeinchirurgie am Spezialkrankenhaus des Medizinischen Zentrums. Ab 2010 war er als Chirurg am Beirut Medical Center (AUBMC) der AUB tätig.
Firass Abiad hatte schließlich die Verantwortung für die Leitung des wichtigsten Coronavirus-Krankenhauses des Libanon, des Rafik Hariri University Hospital (RHUH). Seine Arbeit bei der Reaktion auf die COVID-19-Pandemie im Libanon, der Führung der Ersthelfer und des Gesundheitspersonals, der Bekämpfung des Ausbruchs und seiner aktiven Präsenz für die libanesische Öffentlichkeit sind in der Region nicht unbemerkt geblieben.